# Karádi Éva
Karádi Éva (Budapest, 1946. június 7. –) magyar filozófiatörténész, egyetemi oktató. A Magyar Tudományos Akadémia Filozófiai Bizottságának tagja. Fia, Varró Dániel (1977) József Attila-díjas költő.

## Életpályája
1960–1964 között a Móricz Zsigmond Gimnázium diákja volt. 1969-ben végzett az ELTE BTK magyar–filozófia szakán. 1969 óta az ELTE Állam- és Jogtudományi Kar Filozófia Tanszékén tanít, egyetemi docens. 1975-ben doktorált. 1991-től a Magyar Lettre Internationale szerkesztője, 1995-től felelős szerkesztője. 1998-tól az amszterdami székhelyű Európai Kulturális Alapítvány magyarországi képviselője.
Kutatási területe a német és magyar kultúrfilozófia egymásra hatása.

## Művei
- Etikai példatár; szerk. Karádi Éva; Egyetem, Állam- és Jogtudományi Kar, Bp., 1974
- A Vasárnapi Kör. Dokumentumok; összeáll., bev., jegyz., Karádi Éva, Vezér Erzsébet; Gondolat, Bp., 1980 (németül is)
- Lukács György: Correspondance de jeunesse. 1908-1917; vál., előszó, jegyz. Fekete Éva, Karádi Éva; Maspero–Corvina, Paris–Bp., 1981
- Lukács György élete képekben és dokumentumokban; összeáll. Fekete Éva, Karádi Éva, fotó Bencseki Mátyás, Szerencsés János, Szvoboda Ferenc; Corvina, Bp., 1981 (angolul, franciául, németül is)
- Lukács György levelezése, 1902-1917; vál., szerk., bev., jegyz., életrajz Fekete Éva, Karádi Éva, ford. Boros Miklósné, Fekete Éva, Karádi Éva; Magvető, Bp., 1981 (Lukács György összes művei) (németül, olaszul is)
- Fogarasi Béla: Parallele und Divergenz. Ausgewählte Schriften; előszó, vál., bibliogr. Karádi Éva, szerk. Tallár Ferenc; MTA Filozófiai Intézete, Bp., 1988 (Archívumi füzetek)
- Mannheim-tanulmányok. Írások Mannheim Károlytól és Mannheim Károlyról; összeáll. Gellériné Lázár Márta, Karádi Éva, Cs. Kiss Lajos; Napvilág, Bp., 2003 (Társtudomány)
- Sokszínű városaink. Szlovákiai írók vallomásai városuk többnemzetiségű múltjáról; bev. Szigeti László, összeáll. Karádi Éva, Hushegyi Gábor, szerk. Nádori Attila; Kossuth, Bp., 2016
- Férfi, nő, gyerek. Mai szlovák történetek; vál. Radoslav Passia, szerk. Deák Renáta, Karádi Éva; Noran Libro, Bp., 2016

## Díjai, kitüntetései
- Egyetemi doktori cím (1975)
- A filozófiai tudományok kandidátusa (1984)
- Széchenyi professzor ösztöndíj (2000–2003)
- Kéri Piroska-díj (2021)[1]